# Crémarest
Crémarest é uma comuna francesa na região administrativa de Altos da França, no departamento de Pas-de-Calais. Estende-se por uma área de 11,69 km². Em 2010 a comuna tinha 804 habitantes (densidade: 68,8 hab./km²).